# Орловка (приток Большого Анюя)
Орло́вка — река на Дальнем Востоке, протекает по территории Билибинского района Чукотского автономного округа России. Длина реки составляет 127 км, водосборная площадь — 2450 км².
Берёт начало на северном склоне горы Пик (Орловский хр.), впадает в реку Большой Анюй, являясь её левым притоком.
В среднем и нижнем течении берега заболочены, в верховье нарастают наледи. Близ реки находится покинутое село Орловка.
Основные притоки: ручьи Лесной, Сухой, Белый, Солидный, Комариный; реки Мишкина, Геодезическая, Хребтовая.